# Kippenheim
Kippenheim település Németországban, azon belül Baden-Württembergben. Lakosainak száma 5609 fő (2023. december 31.).

## Népesség
A település népessége az elmúlt években az alábbi módon változott:
| Lakosok száma | 3161 | 3427 | 3760 | 4081 | 4187 | 5331 | 5097 | 5090 | 5280 | 5609 |
|               | 1961 | 1967 | 1974 | 1980 | 1987 | 1993 | 2000 | 2006 | 2013 | 2023 |